# Mariakapel (Legert)

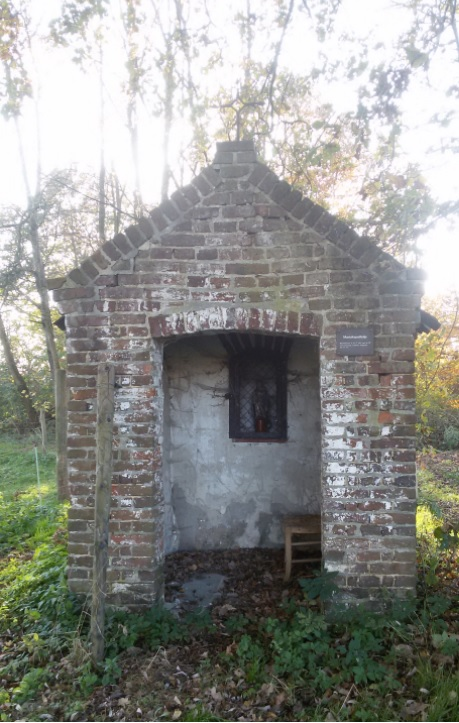
De Mariakapel

De Mariakapel is een kapel in Legert bij Swolgen in de Nederlands Noord-Limburgse gemeente Horst aan de Maas. De kapel staat bij een boerderij aan Legert 16.
De kapel is gewijd aan Maria.

## Geschiedenis
In de tweede helft van de 19e eeuw werd de kapel waarschijnlijk gebouwd. In ieder geval bestond de kapel al voor 1890, omdat ze toen op een topografische kaart vermeld werd, en was ze gewijd aan de heilige Anna.
In 2019 werd de kapel gerestaureerd.

## Bouwwerk
De open bakstenen kapel is opgetrokken op een rechthoekig plattegrond en wordt gedekt door een verzonken zadeldak met pannen. De kapel heeft geen vensters. De frontgevel is een tuitgevel met verbrede aanzet waarop op de top een ijzeren kruis geplaatst is. In de frontgevel bevindt zich de segmentboogvormige toegang.
Van binnen is de kapel gestuukt en wit geschilderd en gedekt door een bruin houten dakgewelf. In de achterwand is een segmentboogvormige nis aangebracht waarbij de boog in bruine bakstenen is uitgevoerd. De nis wordt afgesloten met een ijzeren traliehekje met daarachter het Mariabeeldje dat een gekroonde Maria toont met het gekroond kindje Jezus.